# Rdeči boogie ali Kaj ti je deklica
Rdeči boogie ali Kaj ti je deklica je slovenski dramski film iz leta 1982 v režiji Karpa Godine. Film prikazuje skupino glasbenikov, ki zabava delavce delovnih brigad v letih po koncu druge svetovne vojne. Toda najraje igrajo jazz in boogie, ki sta označena za imperialistično domislico in nezaželena.

## Igralci
- Ivo Ban kot Jan
- Boris Cavazza kot Maks
- Jožef Ropoša kot Jožef
- Peter Mlakar kot Peter
- Marko Derganc kot Dergi
- Zvonko Čoh kot Zvone
- Zoran Predin kot Zoran
- Edi Stefančič kot Edi
- Uršula Rebek kot Milena
- Rolf Becker kot Kurt
- Žarko Petan kot menedžer